# Letiště Sliač
Letiště Sliač (historický název Tri Duby) je mezinárodní letiště v obci Sliač na středním Slovensku.
Vzletová a přistávací dráha 18-36 je dlouhá 2400 m a široká 60 m. Pravidelnou přepravu cestujících v minulosti obstarávala společnost ČSA na lince do Prahy.
V současnosti je využíváno i 1. leteckou základnou generála Otty Smika. 

## Dějiny
Letiště Tri Duby bylo nejdůležitějším povstaleckým letištěm během Slovenského národního povstání. Velitelem letiště během povstání byl Belo Kubica. Civilní provoz byl přerušen v prosinci 2020 s neurčitou vyhlídkou na jeho obnovení.